# World Journal of Urology
World Journal of Urology es una revista científica de urología revisada por pares publicada por Springer en colaboración con la Société Internationale d'Urologie (SIU). Es la revista oficial tanto de la Société Internationale d'Urologie como de la Urological Research Society.
La revista se fundó en abril de 1983 y se publica mensualmente.
Los editores en jefe son Alexandre de la Taille y Thomas W. Herrmann.

## Resúmenes e indexación
La revista está resumida e indexada en las siguientes bases de datos bibliográficas:
- AGRÍCOLA
- BIOSIS
- Biological Abstracts
- CNI
- Chemical Abstracts Service
- Current Contents / Medicina clínica
- Búsqueda académica en EBSCO
- Colección de referencia biomédica de EBSCO
- Servicio de descubrimiento de EBSCO
- Fuente EBSCO STM
- Índice de contenidos de EBSCO Premier
- Archivo académico de Gale
- Centro de Referencia Académico de Salud
- Índice atómico INIS
- Index to Scientific & Technical Proceedings
- Journal Citation Reports/Edición científica
- Medline
- Estudio Pathway
- ProQuest
- SCOPUS
- Science Citation Index Expanded